# اس/۳۹۰
اس/۳۹۰ (انگلیسی: IBM ESA/390) در سپتامبر ۱۹۹۰ تحت نام معماری سامانه‌های سازمانی/۳۷۰ ارائه شد و آخرین طراحی ۳۱بیت/۳۲بیت رایانه بزرگ آی‌بی‌ام بود که توسطAmdahl، هیتاچی و فوجیتسو و سایر رقبا کپی شد.